# Preacher's Daughter
Preacher's Daughter es el álbum debut de la cantante y compositora estadounidense Ethel Cain. Fue publicado el 12 de mayo de 2022,es un álbum conceptual que narra la vida de la hija de un diácono, en la que a través del personaje de Ethel Cain una chica trans criada por la iglesia evangélica canaliza una vida de traumas, como el abuso de su padre y lidiará con cicatrices emocionales. Logrará escapar de casa, pero dará con el señor equivocado, el cual la acabará asesinando.
El álbum debut ha tenido grandes elogios por críticos musicales, que gratificaron la narración, la producción, la cohesión, la composición y se ha ganado así Cain un seguimiento de culto.

## Antecedentes
Es el segundo trabajo de la artista, siendo el primero el EP "Carpet Bed", el segundo EP "Golden Age" y el tercer EP “Inbred” bajo el sello de Prescription Songs publicado en el año 2021, donde se hizo conocida. En 2022 lanzó los sencillos "Strangers" el 7 de abril y "American Teenager" el 21 de abril, este último recibió un video musical el 21 de julio. El álbum fue lanzado a través de su propio sello Daughters of Cain.
La artista admitió que ha estado elaborando el disco desde que tenía 18 años y dejó su casa familiar religiosa, se mudó a Florida y comenzó su proceso de transición.

## Música y Letra
Preacher´s Daughter es un álbum de música americana, pop rock, folk étero, gótico, alt- pop y dark ambient. Además tiene influencia del heartland rock, rock clásico, rock, horror-electrónica, góspel, sludge, country y drone.
El álbum está compuesto por trece canciones y tiene una duración de 1 h y 15 min, donde pasa por canciones que nos pueden recordar a los primeros años de Taylor Swift como “American teeneger”, a una oscura fusión pop-rock en la canción “Western Nights” que remite a una Lana del Rey más gótica, como en “Ultraviolence".
La primera pista “Family Tree (Intro)” tiene partes habladas e introduce la historia, esta empieza con las palabras de un predicador del sur de los Estados Unidos. La segunda canción es “American Tennager” publicada como sencillo el día 21 de abril de 2022. Esta es una canción pop que habla sobre la nostalgia por la vida adolescente, al igual que la desilusión por el sueño americano. La canción “A House in Nebraska” es la primera balada y tiene una duración de casi ocho minutos, y cuenta cómo echa de menos a su amante. La canción acaba con un solo de guitarra que recuerda a las estrellas del rock.
“Western Nights” cuenta cómo huye, pero, aun así, sigue cargando con sus traumas. Muestra su enorme vulnerabilidad hacia él en frases como “I'd hold the gun if you asked me to”. “Family Tree” es la pista cinco que narra como ha sufrido maltrato por varios frentes en su vida acompañado de unas guitarras brumosas y un ritmo de batería sensual. "Hard Times” habla de nuevo de su trauma familiar y de la admiración que tiene hacia su padre a pesar del daño que este la ha causado. “Thoroughfare” es una epopeya que se inspira en el country, «reemplaza la intensidad de las guitarras eléctricas con voces hinchadas, baterías reverberantes y una fantasía catártica». “Gibson Girl” la primera canción lanzada del disco, mezcla lo sensual y lo inquietante, habla de como Isaiah, un personaje que conoce, comienza a prostituirla y a drogarla. En una entrevista comentó lo que le llevó a escribir esta canción:
"Creo que tenía 21 años cuando escribí esa canción. No se necesita mucho tiempo para cansarse de que los hombres quieran tener sexo contigo y te abandonen. Es muy agotador, y piensas que estás sola, pero luego te das cuenta de que todas las mujeres del planeta pasan por eso en algún momento... tratadas como un pedazo de carne y masticado y escupido. El hecho de que todas las mujeres pasen por eso no cambia el hecho de que es tan abrumadoramente solitario pasar por eso.” 
El clímax del álbum “Ptolemaea”, lleva el nombre del noveno círculo del infierno en el infierno de Dante, que alberga el homónimo de Ethel Cain. Cain sufre una alucinación provocada por el consumo de drogas, se contempla como los gritos masculinos se elevan y desvanecen diciendo “gave you / need you / love you”. Por la mitad de la canción, Ethel Cain comienza a suplicar “Stop” y se vuelve gradualmente más fuerte hasta el momento en el que grita salvajemente y comienza a sonar la guitarra eléctrica, que cortará la mezcla, creando así una situación escalofriante. Luego continúan dos pistas musicales "August Underground" y "Televangelism" la primera representa a través de la música como intenta escapar, pero como al final acaba asesinada a manos de su amante, la segunda simboliza el ascenso al cielo tras su fallecimiento. “Sun Bleached Files” reflexiona sobre su pasado en el más allá, admitiendo que echa de menos su casa en Nebraska, contradice a la religión cristiana en frases como “God loves you, but not enough to save you". El disco acaba con “Strangers” influenciada por el grunge y el hair rock, trae de vuelta el discurso del predicador y se centra en la necesidad de validación tanto de su amante como de una tradición religiosa. Acaba con un verso dedicándoselo a su madre “Mama, just now that I love you / And I’ll see you when you get here”, centrándose ahora en los restos que deja a los que quedan tras su muerte, habiéndose centrado todo el disco en sus restos.

## Giras
Para la promoción del disco, Ethel Cain se embarcó en dos giras, la primera The Freezer Bride Tour, que comenzó el 14 de julio de 2022 y acabó el 7 de diciembre del mismo año. Hizo 37 espectáculos moviéndose por distintos países como Estados Unidos, Canadá, Alemania, Países Bajos, Francia e Inglaterra.
La segunda gira llamada Blood Stained Blonde Tour comenzó el 1 de abril de 2023 y acabó el 24 de octubre del mismo año, en esta gira añadió nuevos países como México, Australia, España, Portugal, Bélgica, Dinamarca, Escocia e Irlanda. Entremedias de la gira actuó en 22.ª edición del Coachella el 22 de abril de 2023.

## Recepción Crítica
El disco ha sido aclamado por varios medios y revistas centradas en la música. La revista RollingStone reconoció la canción “American Teenager” como una de las 50 canciones más influyentes de temática LGTBQ. El disco recibió una puntuación de 82 sobre 100 basadas en la recopilación de reseñas de ocho de Metacrcritic y 8.2 sobre 10 en la revista AnyDecentMusic?.
En diversas revistas o medios digitales especializados en música encontramos grandes valoraciones, como en la revista Beats Per Minute con una puntuación de cuatro estrellas sobre cinco. La revista Clash al igual que la revista Crack o The Line of Best Fit  le dan un nueve sobre diez.El medio JNSP especializado en música independiente lo puntúa con un 8.5 sobre 10. La revista británica DIY y el sitio web Sputnikmusic la puntúan con cinco estrellas sobre cinco.
En estas revistas y medios digitales aclaman al álbum y a la artista “Ethel Cain tiene solo 24 años y ya ha escrito algo tan sorprendente y con tanto potencial de impacto cultural” (Gigwise), se hace alarde de su voz en la revista Crack «resplandeciente y aparentemente infinita en registro, y transformando este alud de belleza y sufrimiento en algunas de las composiciones más intrépidas de los últimos tiempos».
En verano del 2022 Preacher´s Daughter fue nombrado como uno de los mejores álbumes del año hasta la fecha por el blog Gorilla vs. Beary al mes siguiente la revista Pate consideró la canción “American Teenager” como la mejor canción del año hasta el momento de la publicación.